# نت‌اسکیپ کامیونیکیتور
نت‌اسکیپ کامیونیکیتور (به انگلیسی: Netscape Communicator) یک مجموعه نرم‌افزار اینترنتی بود که توسط نت‌اسکیپ توسعه داده می‌شد. اولین نسخه آن در سال ۱۹۹۷ منتشر شد. Netscape Communicator 4.0 ادامه‌دهنده راه Netscape Navigator 3.x بود و جزء اولین بسته‌های نرم‌افزاری بود که یک ویرایشگر WYSIWYG، کلاینت پست الکترونیک و خبرخوان بود. این برنامه در ویرایش‌های گوناگونی در دسترس بود که از جمله آنها می‌توان به ویرایش «Professional» و «Complete» اشاره کرد. در نوامبر ۲۰۰۰، Netscape Communicator با Netscape 6 جایگزین شد که تقریباً به صورت کامل از ابتدا و بر اساس موزیلا بازنویسی شده بود.